# Saori Arita
Saori Arita (jap. 有田沙織 Arita Saori; ur. 10 lipca 1984 r. w Kirishimie, w Japonii) – siatkarka grająca na pozycji przyjmującej.
Obecnie nie gra w żadnym klubie.

## Kariera
- NEC Red Rockets (2003–2010)